# Промисловий стілець
Промисловий стілець — це спеціалізований вид меблів, призначений для використання на виробничих підприємствах, у майстернях, лабораторіях, медичних установах та інших професійних середовищах.

### Історія створення
Ще в середині ХХ століття виникла необхідність створення спеціалізованих сидінь для робочих місць на виробництвах, основною метою таких розробок було підвищення ефективності праці.
У 1950-х роках ідея Наукової організації праці набула широкого визнання, підкреслюючи необхідності використання ергономічних стільців у виробничих цехах. Дерев'яні табурети та випадкові конструкції визнавалися неприйнятними для промислових умов, оскільки вони не забезпечували належного положення тіла працівника під час виконання робіт. Впровадження спеціальних сидінь було особливо актуальним для працівників, зайнятих фасуванням та пакуванням продукції.
У 1970-х роках фахівці акцентували увагу на необхідності облаштування робочих місць гвинтовими стільцями, які дозволяли регулювати висоту сидіння відповідно до зросту працівника, що забезпечувало правильну робочу позу та комфорт під час тривалих змін. Крім того, було рекомендовано оснащувати робочі місця підніжками та підлокітниками. Це сприяло оптимізації робочого процесу та підвищенню загальної ефективності виробництва.
Термін «промислові стільці» у сучасному розумінні почав широко використовуватися наприкінці XX — на початку XXI століття.
Сьогодні промисловий стілець — це спеціалізований вид меблів, призначений для використання на виробничих підприємствах, у майстернях, лабораторіях, медичних установах та інших професійних середовищах. Він відрізняється міцною конструкцією, стійкістю до зношування та здатністю витримувати високі навантаження.

### Конструкція та особливості

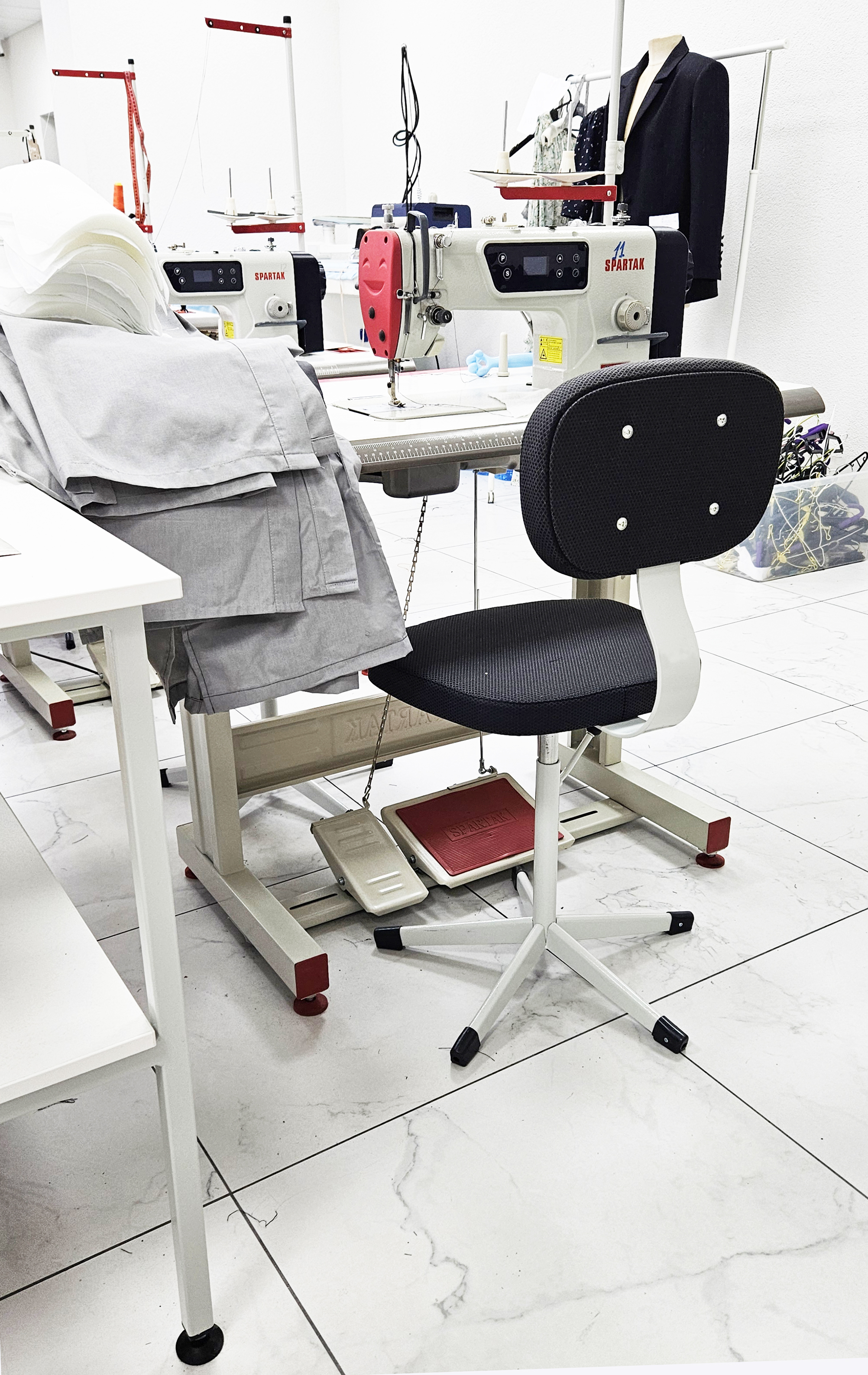

Промислові стільці розробляються з урахуванням інтенсивного використання в складних умовах. Вони мають такі особливості:
1. Міцність — каркас зазвичай виготовляється з металу (сталь, алюміній), що забезпечує високу зносостійкість та довговічність.
2. Стійкість — конструкція часто має посилене кріплення, широку основу або спеціальні опори для запобігання перекиданню.
3. Ергономічність — деякі моделі оснащені регулюванням висоти, нахилу спинки та положення сидіння, що дозволяє адаптувати їх під різні робочі потреби.
4. Матеріали — оббивка може бути виконана зі штучної шкіри, меблевої тканини або антистатичних матеріалів, що відповідають вимогам певних виробничих середовищ.
5. Функціональність — залежно від призначення, промислові стільці можуть мати додаткові елементи, такі як підлокітники, підставки для ніг або антистатичне покриття для роботи з електронними компонентами.

### Види промислових стільців
Існує кілька основних типів промислових стільців, які розрізняються за конструкцією та сферою застосування:
- Стільці для швейних підприємств — мають зручну спинку та регульовану висоту, що дозволяє швачкам працювати тривалий час без перевтоми.
- Стільці для майстерень і виробництва — виготовлені з міцних матеріалів, часто мають металевий каркас і стійкі до механічних пошкоджень.
- Лабораторні стільці — характеризуються хімічною стійкістю та легко очищуваними матеріалами.
- Антистатичні стільці — застосовуються в електронній промисловості для запобігання накопиченню статичного заряду

### Переваги використання промислових стільців:
1. забезпечують правильну підтримку спини та знижують навантаження на хребет;
2. підвищують комфорт і продуктивність праці;
3. мають довгий термін експлуатації завдяки використанню зносостійких матеріалів;
4. адаптуються до різних робочих умов завдяки можливості регулювання.